# 中華基督教會全國總會
中华基督教会全国总会，是由在中国传教的基督教教派英国长老会、伦敦会、公理会於1927年联合而成。这是1920年代，外国传教组织为了应付五四运动以来中国日益高涨的民族主义运动，进行基督教组织本土化的尝试之一。
1927年10月在上海举行第一届中华基督教会全国总会，与会88位代表中有66位是华人领袖，代表了12个教区51个分区会12万教友。诚静怡被选为首任会长。总部设在上海。
中华基督教会全国总会組織採四級制：最高級是全國之「總議會」，之後有省級行政區性之「大會」（或稱協會），地區性之「區會」，及基層之「堂會」。
現時，只有香港仍有保留中華基督教會全國總會之組織，就是中華基督教會香港區會。遷移至台灣之中華基督教會並無組織而是各自獨立的教會。位於中華民國福建省金門縣的中華基督教會閩南大會廈門區會沙美教會現時已加入台灣基督長老教會台南中會。

## 歷屆總議會
- 第一屆1927年於上海聖瑪利亞女校
- 第二屆1930年於廣州白鶴洞
- 第三屆1933年於廈門鼓浪嶼
- 第四屆1937年於青島